# مناخه
مناخه (به عربی: مناخة) یک منطقهٔ مسکونی در یمن است که در استان صنعا واقع شده‌است.